# Stylogomphus chunliuae
Stylogomphus chunliuae е вид водно конче от семейство Gomphidae. Видът не е застрашен от изчезване.

## Разпространение
Разпространен е във Виетнам, Китай (Гуандун, Джъдзян, Фудзиен и Хайнан) и Хонконг.

## Описание
Популацията на вида е стабилна.